# هتزر

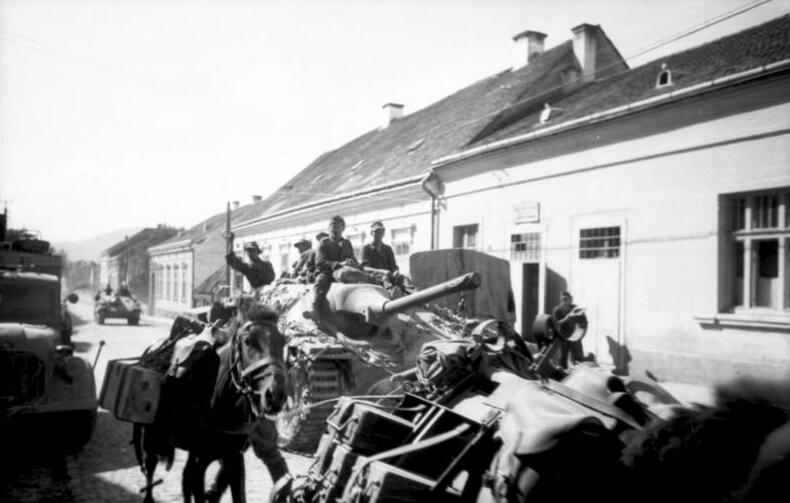
بانزرييغا في هنغاريا 1944

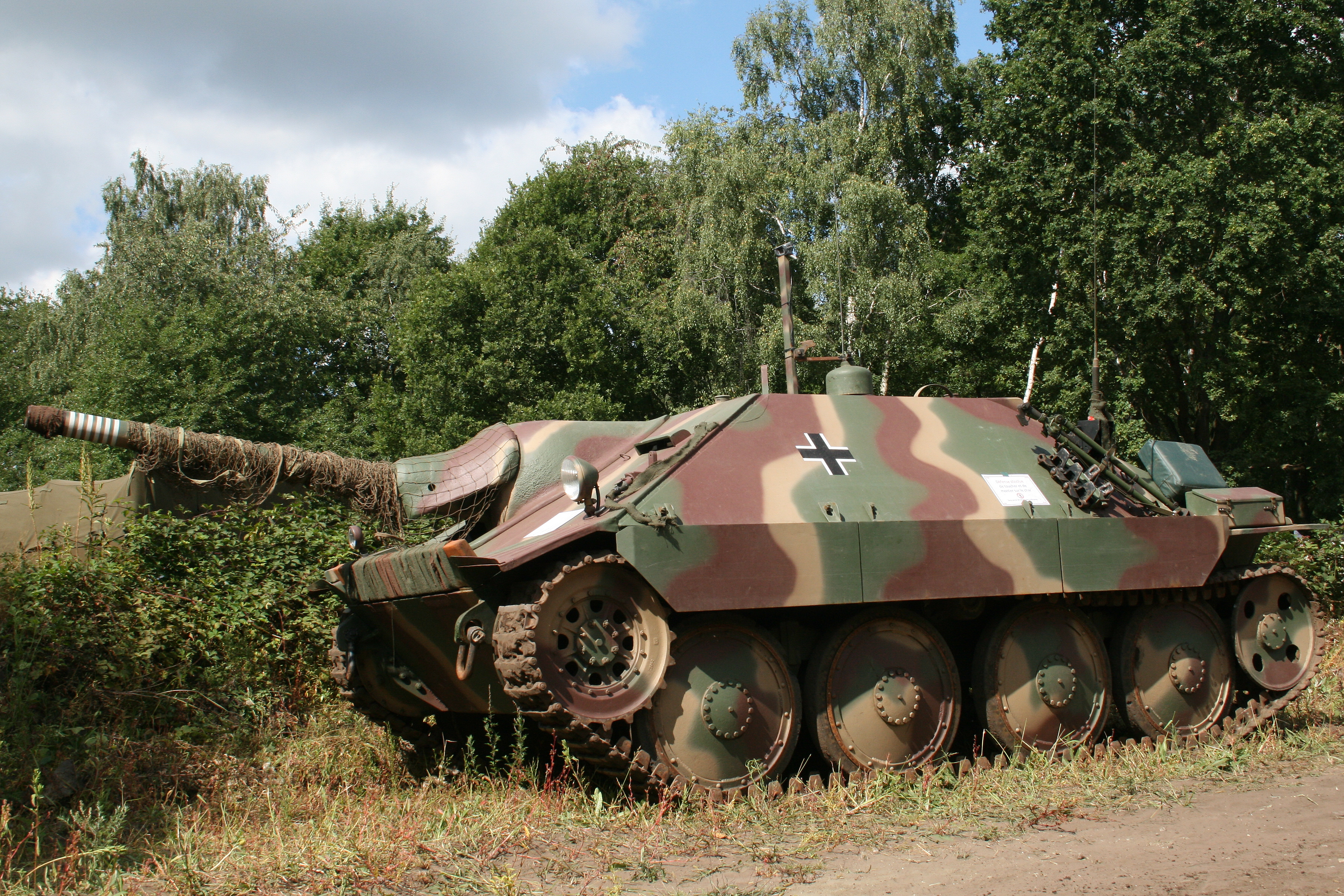
البانزرييغا هتزر

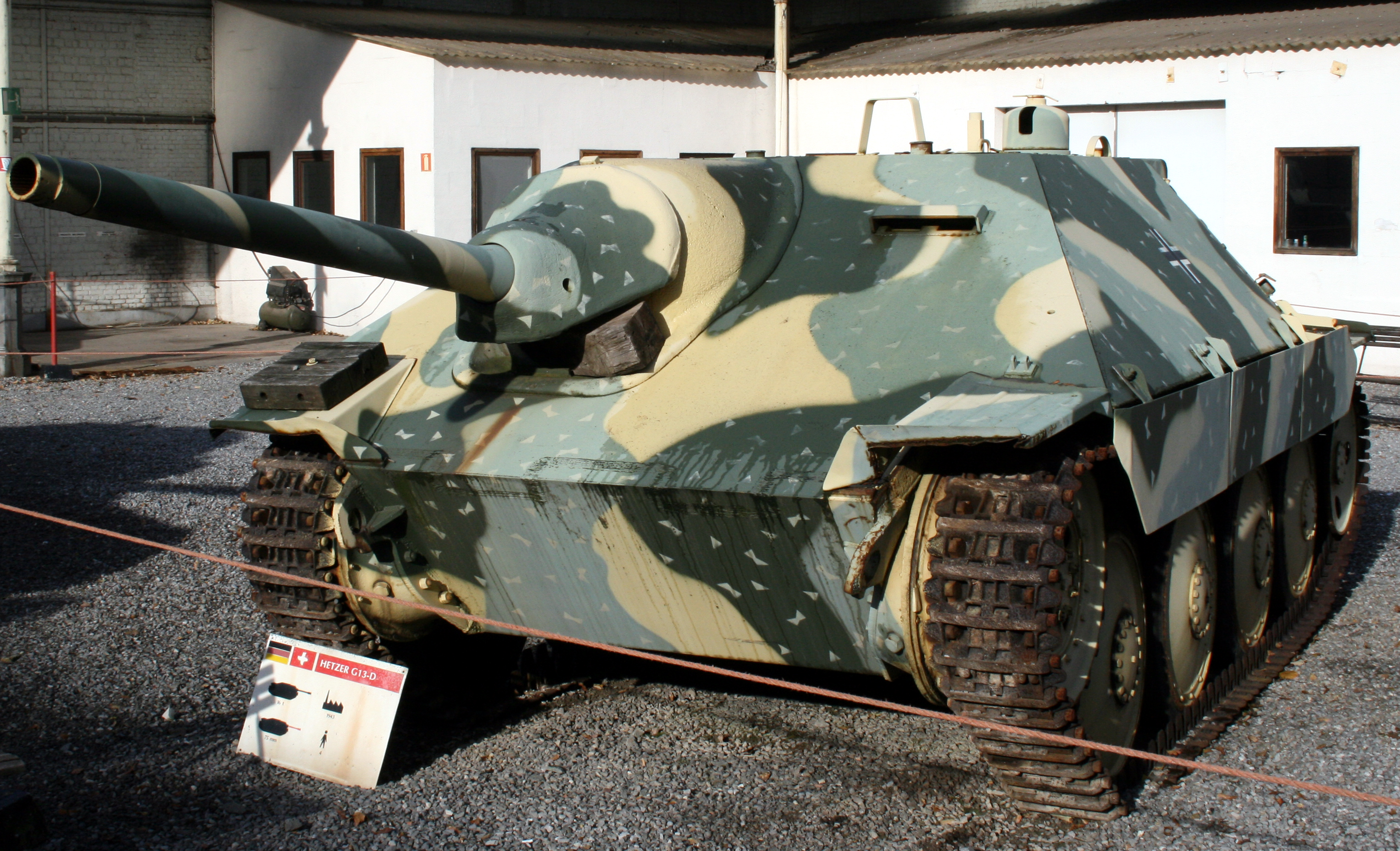
البانزرييغا هتزر من الأمام

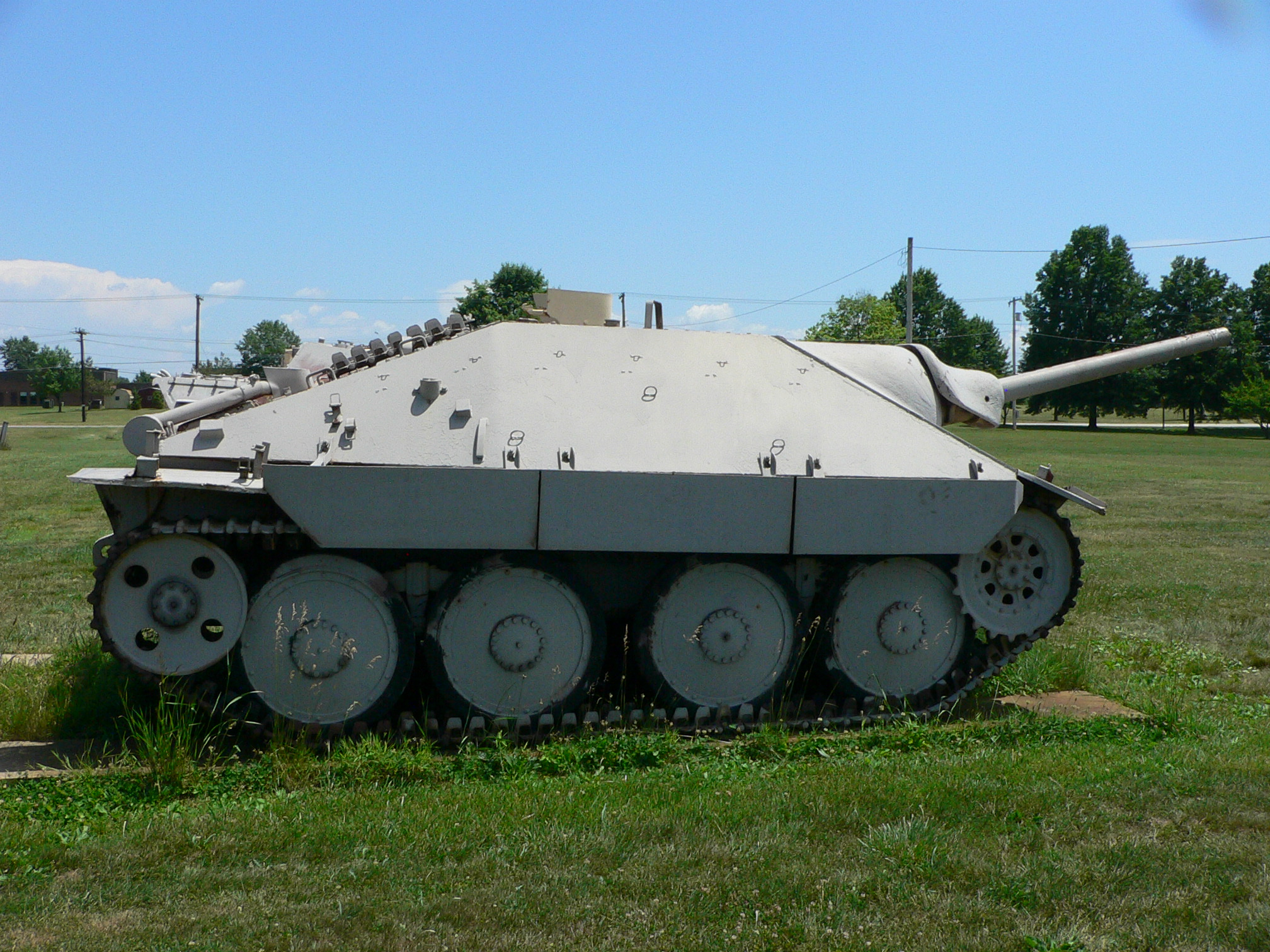
البانزرييغا هتزر من الجانب ونلاحظ الدرع المائل الذي يزيد من فرصة الحماية وعدم الاختراق

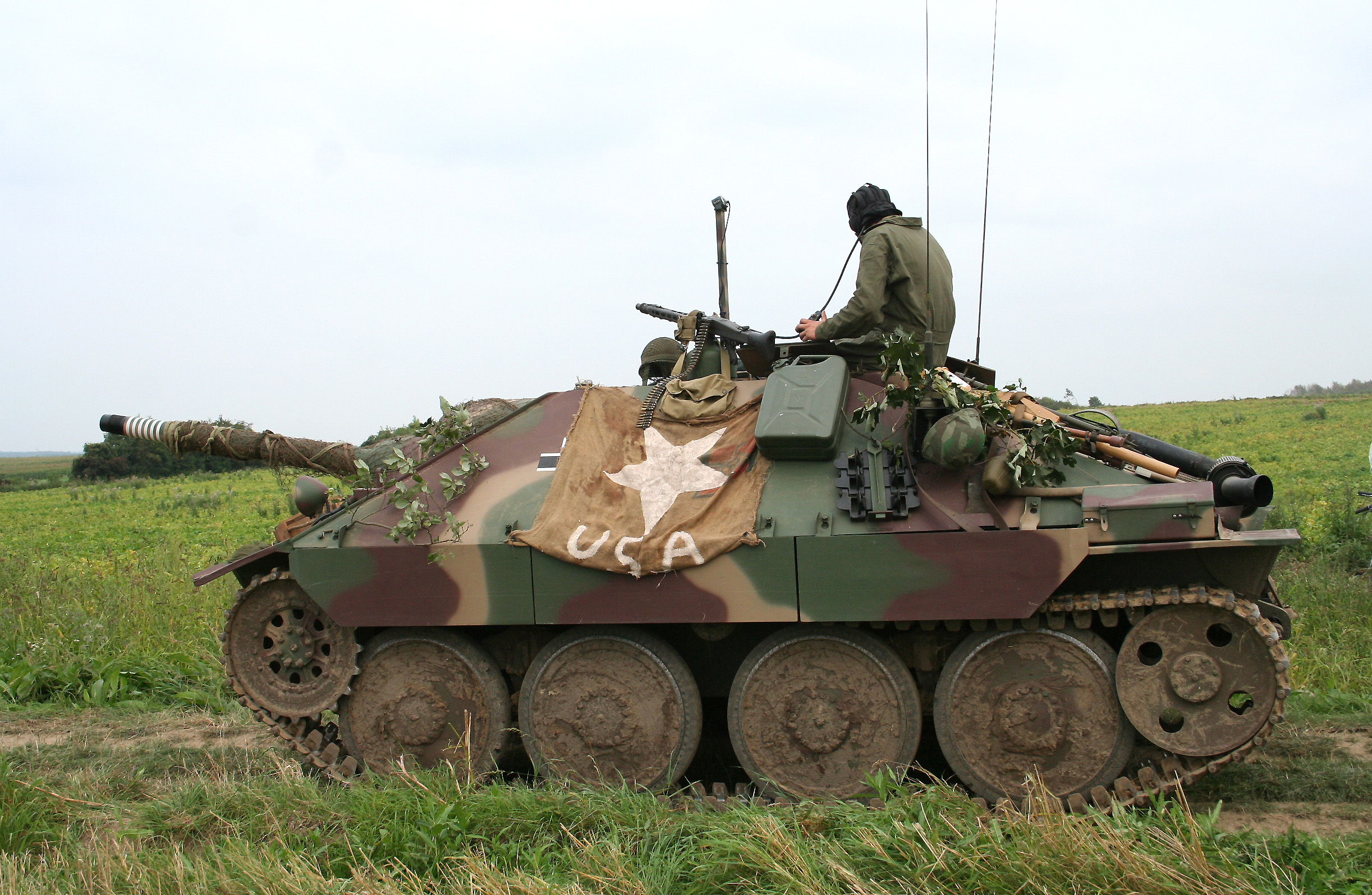
البانزرييغا هتزر مع المدفع الرشاش

بانزرييغا-38 (تي) (بالألمانية: (Jagdpanzer 38(t) وعرفت فيما بعد باسم هتزر " Hetzer " وهي مدمرة دبابات خفيفة صنعت أواخر الحرب العالمية الثانية على أساس التصميم التشيكي لدبابة بانزر 38 (تي) خاصة الهيكل، استوحي التصميم من مدمرة الدبابات الرومانية مارشال.

## تاريخ التطوير والصناعة
على الرغم من أن تركيب المدافع المضادة للدبابات على هياكل الدبابات ينتج أسلحة كماردر 3 التي حققت نجاحا كبيرا، وكانت النتيجة في أكثر الأحوال مركبة تفتقر البراعة، في التصنيع أنواع مركبات مدفعية الدعم القريب المسمى Sturmgeschütz ظهرت في كثير من المناسبات على انها من الممكن أن تستخدم كمدمرة دبابات Tank Destroyer، وهكذا قرر تصنيع البانزرييغا الخفيفة بهيكل الدبابة التشيكية (PzKpfw 38(t.
تم البدء بتصنيع الهتزر ببراغ في تشيكلوسافيا في نهاية 1943 وأيضا أدخلت صناعتها في مصانع بيلسن وكونشغراز وبوهيم وبريسلاو.
كانت النتيجة واحدة من أفضل مدمرات الدبابات الألمانية ألا وهي البانزرييغا 38 (تي) 7.5 سم باك 39 (بالألمانية: the Jagdpanzer
38 t) für 7.5-cm Pak 39)) أو هتزر.
و لم تنتهِ قصة الهتزر بإيقاف التصنيع سنة 1945 بل خدمت في الجيش التشيكي الجديد وحتى أنها صدرت إلى سويسرا بين عامي 1947 و1952 واستخدمها الجيش السويسري حتى سنة 1970.
في 28 يناير سنة 1944 شدد هتلر على زيادة سرعة تصنيع الهتزر كأكثر مركبة مطلوبة من قبل الجيش الألماني، قبل ذلك في 18 يناير سنة 1944 تم اتخاذ القرار بتصنيع 1000 هتزر، وقبل أن يجف الحبر على التصميمات والتخطيطات بدأ الإنتاج بشكل سريع للغاية للوصول إلى الهدف المنشود وهو تصنيع 1000 هتزر لكل شهر واحد خلال مارس سنة 1945 وتسابقت شركتان على تصنيع الهتزر وهي شركتا بي ام ام (بوهيميا مورافيا) وسكودا كالتالي:
| المصنع   | أبريل | مايو | يونيو | تموز | أغسطس | سبتمبر | أكتوبر | نوفمبر | ديسمبر | يناير | فبراير | مارس |
| -------- | ----- | ---- | ----- | ---- | ----- | ------ | ------ | ------ | ------ | ----- | ------ | ---- |
| بي ام ام | 20    | 50   | 100   | 200  | 250   | 300    | 350    | 400    | 400    | 450   | 450    | 500  |
| سكودا    | 0     | 0    | 0     | 10   | 50    | 100    | 150    | 200    | 300    | 400   | 450    | 500  |

و لكن هذا الهدف المنشود لم يتوصل إليه مطلقا لأنه ولا مصنع واحد أنتج 300 هتزر على الأقل شهريا، بي ام ام صنعت شهريا وبأقصى ما تمكن 151 هتزر فقط وشركة سكودا لم تنتج ولا واحدة أكثر من عدة نماذج فقط.
و تم إكمال تصنيع 3 من البانزر ييغا 38 في مارس 1944 وتم قبولها من قبل محققي الجيش الألماني في أبريل، وأتبعت بعشرين أخرى في 20 أبريل وشاهدها هتلر وبعد ذلك أرجعت إلى المصنع لاستكمال تصنيعها !

## الهتزر من الداخل والخارج
زودت الهتزر بمحرك أساسي ونظام تعليق وتشغيل عتاد من الدبابة التشيكية بانزر 38 (تي) مدعمة بصالة مدرعة مائلة لتوفير الحماية للطاقم المكون من 4، التسليح كان مدفع باك 39 7.5 سم (2.92 إنش) المكيف ليناسب المركبة مع رشاش مركب على المركبة.
و تعتبر أفضل سلسلة البانزرييغا الألمانية حيث انها صغيرة وقوية واقتصادية للإنتاج، وبالرغم من مدفعها عيار 75 مم إلا أنها تستطيع إعطاب أي مدرعة في زمانها وكانت ضيقة بالنسبة لطاقمها المكون من 4 أفراد ولم يستطيعوا الهرب إلا من خلال فتحة خلفية في الهتزر.

## التعليمات المطلوبة من أفراد الطاقم أثناء القتال
النجاح في المعركة يعتمد على أداء كل فرد من أفراد الطاقم عمله بشكل كامل وممتاز وبالتعاون مع أفراد الطاقم الأخرى ن، وتم الكشف على مستندات فيها واجبات كل فرد من أفراد الطاقم تحت عنوان Feuerleitung بمعنى توجيه أو السيطرة النارية مؤرخة يتاريخ نوفمبر 1944، هذا المستند النادر حفظ بواسطة قائد مدرسة التدريب على استعمال البانزييغا 38 في ميلوويتز، حيث يوضح بالتفصيل كيف يجب أن يتصرف الطاقم كله ليدمر دبابات العدو وتذكر بالترتيب كالتالي: 
القائد Commander :
الملاحظة الشاملة لميدان المعركة هي مطلوبة لأجل تحديد وتمييز الأهداف، في الظلمة الكاملة من المهم الاستماع، ومقصورات القتال تضيئ، أطلق شعل مضيئة على زوايا قليلة، واستخدم أضواء البحث لتضيء منطقة الهدف لفترة قصيرة (3 أو 5 ثواني)، وبعد ذلك اعكس اتجاهها أو غطيها لأن المصباح سيظل يشع بعد إطفاء المصباح ويمكن رؤيته بسهولة من قبل العدو.
اختر الهدف وأمر السائق ليتحرك إلى موقع إطلاق النار المختار.
المدفعي Gunner :
اقطع قفل المدفع الداخلي وابحث عن الهدف الذي نبهت له القائد، أطلق النيران بدون أوامر إذا كان من الضروري تدمير الهدف حالا (مثل مدفعية مضادة للدبابات على مسافة قصيرة) اوصل القفل الداخلي قبل التحرك من جديد، وباستمرار فتش السلاح، ونظافة نظر المدفع.
الملقم Loader :
استعد للقتال وإذا كان يمكن أن تساعد في الرصد والملاحظة فلا بأس خاصة الجانب والمؤخرة !
السائق Driver :
ارصد ميدان المعركة للبحث عن الأهداف وقدر بعدها، وفكر في طرق ممكنة ومواقع القتال القادمة، التمس مكان ممتاز لإطلاق النار.
القائد:
أبدأ أمر إطلاق النار بإفادة موقع الهدف واتجاهه مستخدما مميزات الأرض الواقع فيها، ودائما كل للطاقم أنك ستضيء أضواء البحث قبل إضاءة ميدان المعركة.
الملقم:
افتح مؤخرة المدفع
السائق:
حول المركبة لليمين واليسار ليكون الهدف في اتجاه مقدمة البانزرييغا، توقف وساعد على الرصد.
القائد:
أعلن نوع الذخيرة المستخدمة
المدفعي:
استخدم اليد اليمنى لاختيار اسطوانة مدى الذخيرة في نظر المدفع.
الملقم:
انزع الطلقة المطلوبة من خزانتها، استخدم الخرق لإزالة أي أوساخ من على الطلقة. وفورا بعد تلقيم المدفع قل " هي ملقمة "
القائد:
أعلن المدى بمئات المترات.
المدفعي:
ادر المدفع باليد اليمنى إلى الاتجاه المطلوب واستخدم اليد اليسرى لاختيار الزاوية وبعد ذلك انظر وبعد عدة خطوات أخرى يكمل المستند.
القائد:
إذا كان الهدف يتحرك أعلن الاتجاه كالتالي " اقتراب من اليمين-6ميلز.
المدفعي:
حرك المدفع ليتابع الهدف بواسطة بعد 6 ميلز.
القائد:
بعد ذلك أعلن إطلاق النار بجملة " أطلق النار "، وبعد عدة خطوات طويلة تنتهي التعليمات.
ملاحظة مهمة: لا يجب أن يتعدى الوقت بين رصد الهدف وإطلاق أول قذيفة 15 ث

## الأنواع المصنعة
عدة نسخ جديدة من الهتزر تم تصنيعها وأحدها قاذفة نيران تسمى (the Flammpanzer 38(t وصنع منها أقل من 50 قطعة استخدمت ضد الحلفاء على الجبهة الغربية وأخرى للإصلاح هي (the Bergepanzer 38(t صنع منها 150 
و أخرى مزودة بمدفع هاوتزر عيار 15 سم لكنها لم تصنع.

## الخصائص
الهتزر
- الطاقم: 4
- الوزن: 14500 كغ
- المحرك: واحد براغا أ سي / 2800 بنزين يولد قوة 150-160 حصان.
- قياسات: الطول 6.20 م والصالة 4.80 م العرض 2.5 م الارتفاع 2.10 م
- الأداء: 39 كم / سا

## وصلات خارجية
- http://www.pzfahrer.net/
- http://www.youtube.com/watch?v=QgcUafr-M8w على اليوتيوب